# OÜI FM Rock Awards
Les OÜI FM Rock Awards était un événement radiophonique et artistique, ayant récompensé en 2016 et 2017, dans le domaine musical, non seulement les meilleurs artistes et albums rock, mais aussi la meilleure session acoustique OÜI FM, le meilleur concert, la révélation française et la révélation internationale, etc.
La désignation des artistes et album rock de l'année, notamment, fut le fruit d'une étude menée auprès d’un échantillon représentatif de la population française et basée sur une présélection établie par les journalistes et les programmateurs de la station de radio OÜI FM. Cette étude a déterminé les artistes rock préférés des Français, mettant en avant les talents issus des majors, des indépendants et des auto-producteurs.

## Édition 2016

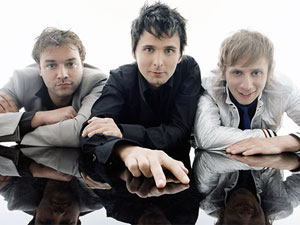
Muse en 2006.

La première édition des OÜI FM Rock Awards a eu lieu le 4 avril 2016 au Réservoir à Paris. La soirée orchestrée par Dom Kiris permettait de clore la compétition, en collaboration avec Music Media Consulting et GfK France. Ont été désignés notamment l’artiste et l’album rock de l’année, OÜI FM ayant invité le public à voter pour les albums rock qui ont marqué l’année 2015, à partir du 18 janvier 2016. L'ensemble des lauréats sont, :
- Prix du public : artiste et album rock de l’année 2015
  - Catégorie Major : Muse pour Drones
  - Catégorie Indé : Jeanne Added pour Be Sensationnal
  - Catégorie Autoprod : The Sapphics pour Camel Toes
  - Toutes catégories : Muse pour Drones
- Prix du jury de professionnels
  - Prix de la session acoustique OÜI FM 2015 : Seasick Steve
  - Prix du meilleur titre rock 2015 : Alabama Shakes pour Don’t Wanna Fight
  - Prix de la révélation internationale 2015 : Ghost
  - Prix du coup de coeur de la programmation OÜI FM 2015 : Radio Elvis
  - Prix du meilleur concert 2015 : Feu! Chatterton
  - Prix de la révélation française 2015 : Jeanne Added

## Édition 2017

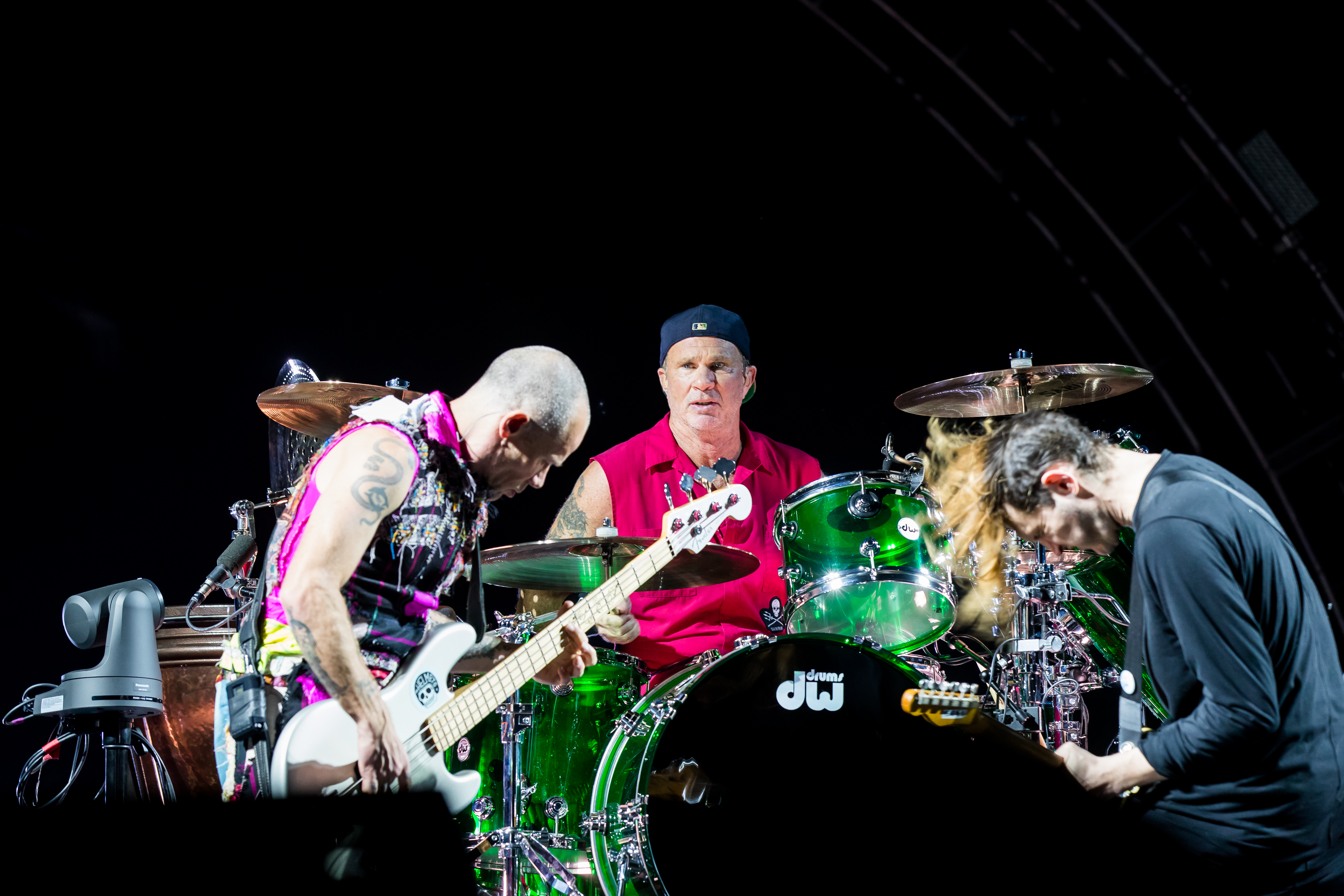
Red Hot Chili Peppers en 2016.

Les OÜI FM Rock Awards 2017 se sont tenus le 14 mars 2017, au cours d'une cérémonie au Trianon, à Paris. La station OÜI FM a ainsi récompensé des révélations comme des artistes confirmés. La compétition mettait en concurrence cinq nommés dans chaque catégorie.
Le palmarès est le suivant :
- Prix du public : artiste et album rock de l’année 2016
  - Catégorie Indé : La Maison Tellier pour Avalanche
  - Catégorie Major : Red Hot Chili Peppers pour The Getaway
  - Catégorie Autoprod : The Shapers pour Reckless Youth
- Prix du jury de professionnels
  - Le Prix du Bureau des productions indépendantes 2016 : Theo Lawrence and the Hearts
  - La Révélation internationale 2016 : The Lemon Twigs
  - Le Titre rock 2016 : Stereophonics – I Wanna Get Lost With You
  - Le Coup de cœur de la programmation musicale de OÜI FM 2016 : Declan McKenna
  - L’Artiste bring the noise 2016 : Frank Carter and the Rattlesnakes
  - Le Concert OÜI FM 2016 : Foals
  - La Session acoustique OÜI FM 2016 : The Temperance Movement
  - L’Artiste UK beats 2016 : Savages
  - La Révélation française 2016 : Last Train